# إريك ليندغرين
إريك ليندغرين (بالإنجليزية: Erik Lindgren) هو ملحن أمريكي، ولد في 15 ديسمبر 1954.

## وصلات خارجية
- إريك ليندغرين على موقع ميوزك برينز (الإنجليزية)
- إريك ليندغرين على موقع أول ميوزيك (الإنجليزية)
- إريك ليندغرين على موقع ديسكوغز (الإنجليزية)